# ماريا لورينا باروس
ماريا لورينا باروس هي ناشِطة فلبينية، ولدت في 18 مارس 1948، وتوفيت في 24 مارس 1974 في كزون في الفلبين.